# Butterfield Park
Butterfield Park es un lugar designado por el censo ubicado en el condado de Doña Ana en el estado estadounidense de Nuevo México. En el Censo de 2020 tenía una población de 794 habitantes y una densidad poblacional de 678,63 habitantes por km². Fue incluido como CDP en el censo de 2020.

## Geografía
Butterfield Park se encuentra ubicado en las coordenadas 32°24′19″N 106°38′48″O / 32.40528, -106.64667. Según la Oficina del Censo de los Estados Unidos,  tiene una superficie total de 1,17 km², todos correspondientes a tierra firme.